# (5164) Мулло
(5164) Мулло (лат. Mullo) — небольшой астероид внешней части главного пояса. Он был открыт 20 ноября 1984 года американским астрономом Кристианом Полласом в исследовательском центре CERGA и назван в честь кельтского божества, связанного с Марсом.

Орбита астероида Мулло и его положение в Солнечной системе